# Hespérie du marrube
Carcharodus floccifer
Espèce
L’Hespérie du marrube (Carcharodus floccifer) est une espèce de lépidoptères (papillons) de la famille des Hesperiidae et de la sous-famille des Pyrginae. L'épithète spécifique vient de floccus (= « flocon de laine »)  et du verbe ferre (= « porter »).

## Dénomination
Carcharodus floccifer a été décrit par Philipp Christoph Zeller en 1840 sous le protonyme Hesperia floccifera.
On rencontre souvent les combinaisons Carcharodus flocciferus et Carcharodus floccifera, considérées comme fautives.

### Noms vernaculaires
- en français : l'Hespérie du marrube, la Lisette
- en anglais : Tufted Skipper
- en espagnol : Piquitos serrana[1].

## Description
C'est un papillon au dessus tacheté de marron foncé et de gris violacé orné de marques blanches.

## Biologie

### Période de vol et hivernation
Il vole une deux générations suivant sa localisation entre mai et août.

### Plantes hôtes
Les plantes hôtes de la chenille sont des Marrubium, dont Marrubium vulgare et Marrubium peregrinum, ainsi que des Stachys : Stachys officinalis, Stachys recta et Stachys roegneri,.

## Écologie et distribution
L'espèce réside sous forme de petits isolats à travers l'Europe, notamment en Espagne, France, Suisse, Autriche, Italie, Bulgarie et Grèce. Elle est aussi présente au Maroc, en Turquie, au Moyen-Orient jusque dans le Sud de la Sibérie.
En France, elle est principalement présente dans les Alpes, le Massif central et les Pyrénées, et plus rare en plaine.

### Biotope
L'espèce fréquente les pentes et vallons rocheux, les friches, souvent dans des régions de relief, jusqu'à 2 000 mètres d'altitude.

### Protection
Pas de statut de protection particulier pour la France. Protégé en Allemagne.